# 维托·鲁索

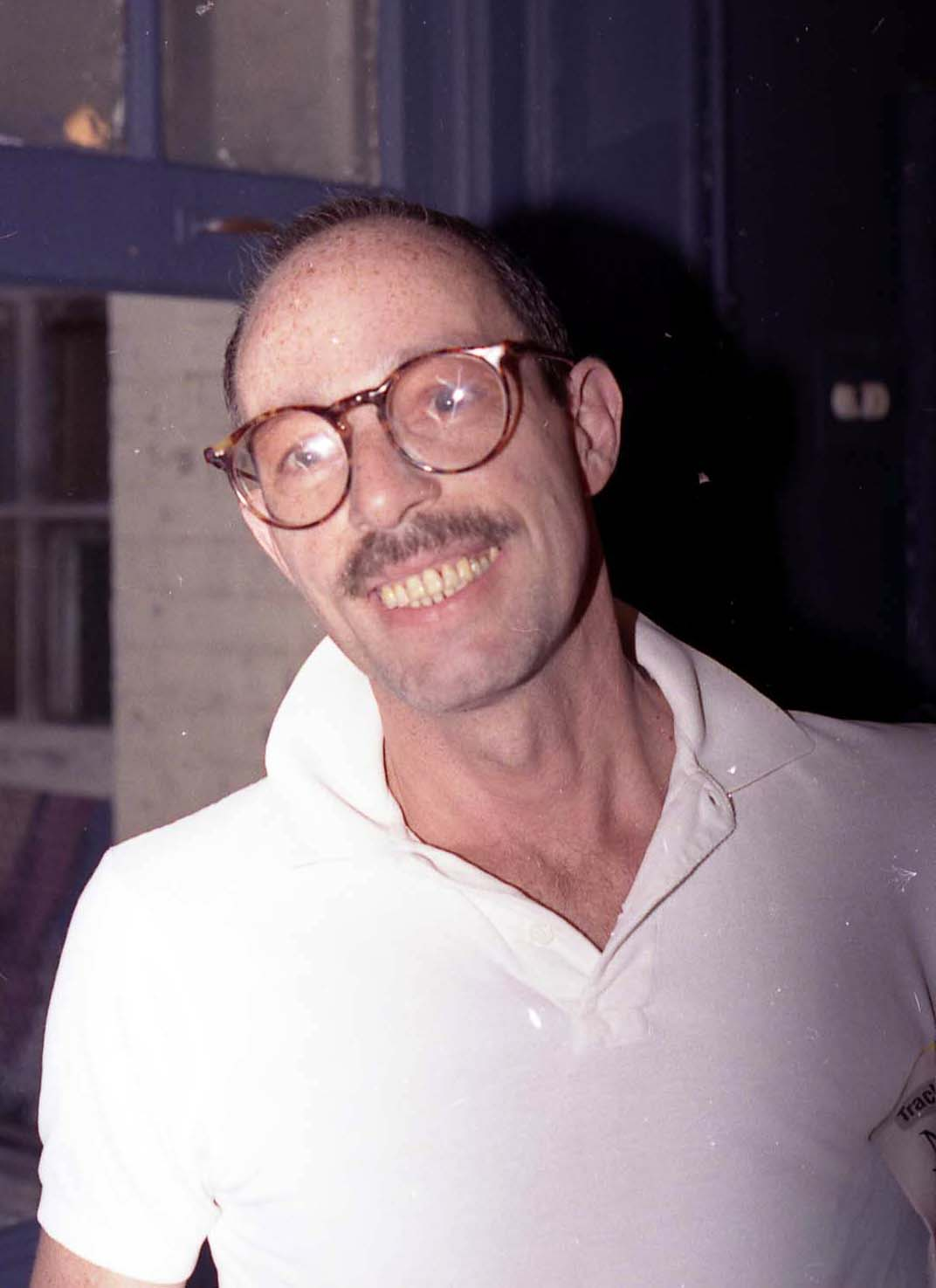
維托·魯索

维托·鲁索（Vito Russo ，1946年7月11日-1990年11月7日）是一位美国LGBT活动家、电影历史学家和作家，生于东哈莱姆 。 维托·罗素反感媒体对同性恋者的刻板印象。在目睹了1969年的石牆暴動後，他就投身LGBT活動。  1985年，他与他人共同创立了GLAAD。